# Arrondissement del dipartimento dell'Ain
Gli arrondissement del dipartimento dell'Ain, nella regione francese dell'Alvernia-Rodano-Alpi, sono quattro: Belley (capoluogo Belley), Bourg-en-Bresse (Bourg-en-Bresse), Gex (Gex) e Nantua (Nantua).

I quattro arrondissement dopo il 2017

## Composizione

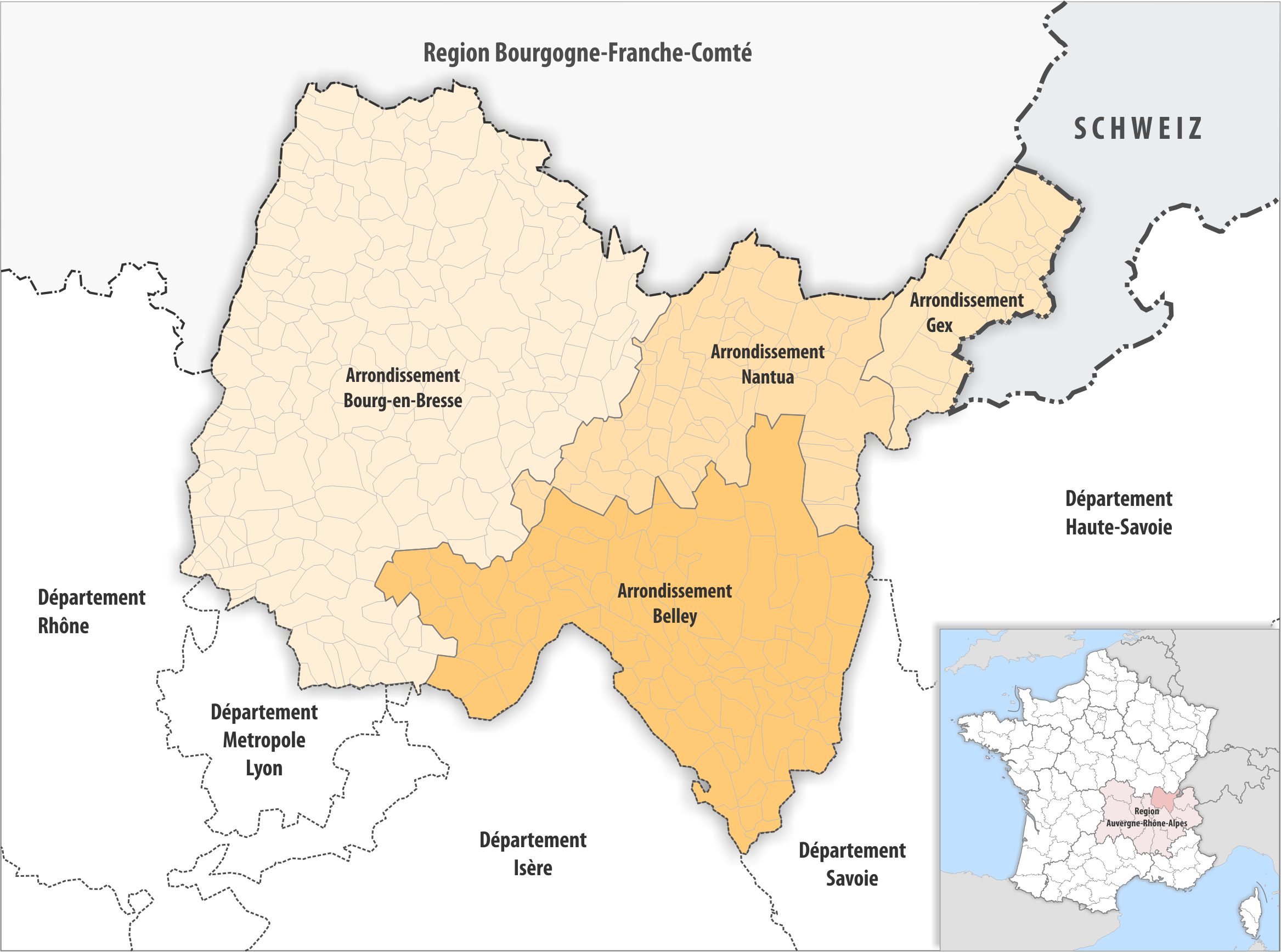
Mappa degli arrondissement del dipartimento dell'Ain

| Nome                              | Codice INSEE | N° di comuni | Superficie km2 | Popolazione | Densità (abitanti/km2) |
| --------------------------------- | ------------ | ------------ | -------------- | ----------- | ---------------------- |
| Arrondissement di Belley          | 011          | 105          | 1 584,2        | 121 944     | 77                     |
| Arrondissement di Bourg-en-Bresse | 012          | 199          | 2 873,7        | 335 670     | 117                    |
| Arrondissement di Gex             | 013          | 27           | 404,9          | 96 535      | 238                    |
| Arrondissement di Nantua          | 014          | 62           | 899,6          | 93 485      | 104                    |
| Dipartimento dell'Ain             | 01           | 393          | 5 762,4        | 647 634     | 112                    |

## Storia
- 1790: istituzione del dipartimento con nove distretti: Belley, Bourg, Gex, Montluel, Nantua, Pont-de-Vaux, Saint-Rambert, Trévoux, Châtillon-les-Dombes.
- 1800: istituzione degli arrondissement di: Belley, Bourg-en-Bresse, Nantua, Trévoux.
- 1815: istituzione dell'arrondissement di Gex (che ha fatto parte del Dipartimento del Lemano dal 1798 al 1815).
- 1926: soppressionne degli arrondissement di Trévoux e di Gex.[6][7]
- 1933: ripristino dell'arrondissement di Gex.
- 2017: i confini del dipartimento sono modificati con trasferimento di venti comuni:
  - un comune è trasferito dall'arrondissement di Belley all'arrondissement di Nantua;
  - dodici comuni sono trasferiti dall'arrondissement di Bourg-en-Bresse all'arrondissement di Belley;
  - quattro comuni sono trasferiti dall'arrondissement di Bourg-en-Bresse all'arrondissement di Nantua;
  - due comuni sono trasferiti dall'arrondissement di Gex all'arrondissement di Nantua;
  - un comune è trasferito dall'arrondissement di Nantua all'arrondissement di Belley.[8]